# Néodruidisme

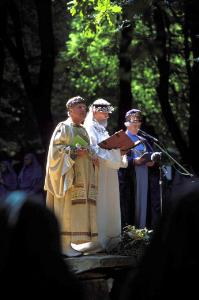
Les 100 ans de la Gorsedd de Bretagne à Hanvec en 1999. Le Grand Druide entouré de l'Archidruide de Galles et de la Grande Bardesse de Cornouailles.

Le néodruidisme (également appelé druidisme par certains adhérents) est une forme moderne de religion ou de spiritualité qui promeut l'harmonie avec la nature, souvent au travers d'une forme de culte de la nature. Ce mouvement d'inspiration maçonnique, essentiellement présent dans le monde anglo-saxon et en Europe dans les pays anciennement celtisés, compterait deux millions d'initiés.
Le néodruidisme, dont les premiers mouvements apparaissent en Angleterre au XVIIIe siècle, relève en partie des premières manifestations de la mouvance « néopaïenne ». Les premiers mouvements néodruidiques, inspirés par la vision romantique des XVIIIe et XIXe siècles, étaient basés sur des descriptions historiques des druides de l'âge du fer largement erronées. Ces mouvements n'avaient pas, par ailleurs, de relation directe avec les anciens Celtes ou leur civilisation.

## Origines

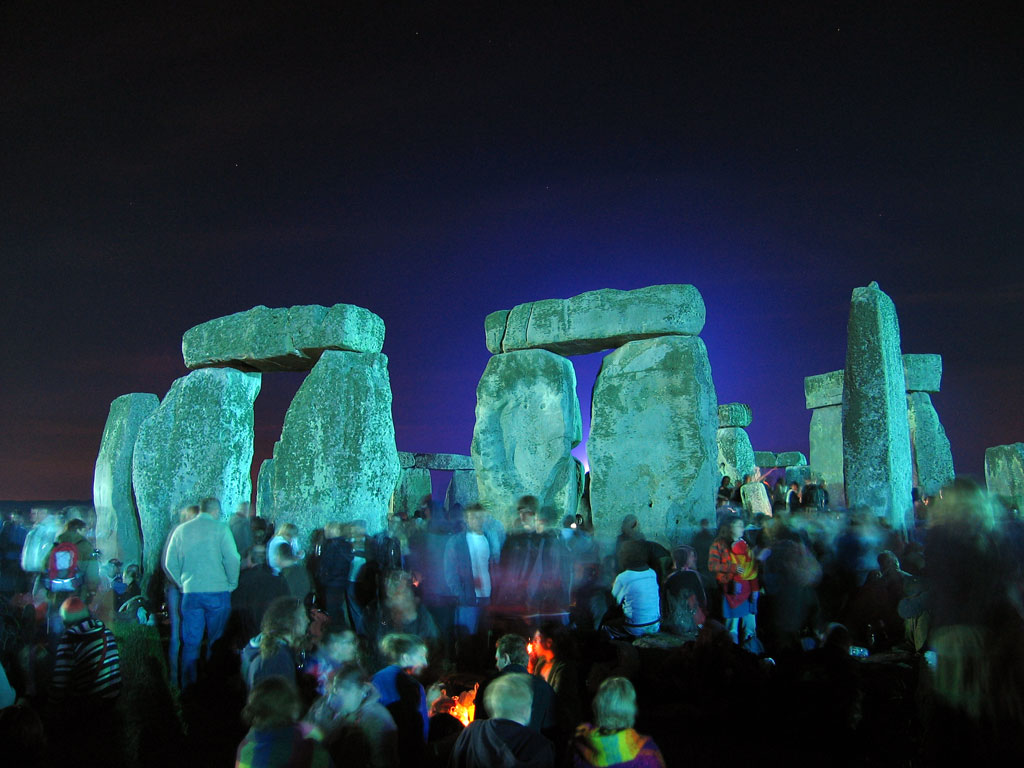
Assemblée à Stonehenge, pour le solstice d'été.

### Historique
Le mouvement néodruidique trouve son origine dans les idées romantiques sur les anciens druides, qui commencent à se développer aux XVIIe et XVIIIe siècles. C'est également à cette époque que Conrad Celtis commence à propager une nouvelle image des druides, représentés par des vieillards barbus et sages vêtus de robes blanches, une image qui allait exercer une grande influence au cours des siècles suivants. 
Le néodruidisme, aussi appelé bardisme par les lignées galloises, bretonnes  et cornouaillaises, est issu des œuvres de John Toland pour la lignée du Druid Order, d'Henry Hurle pour la lignée fraternelle et mutualiste (Ancient Order of Druids, United Ancient Order of Druids et Druid Order) et de Iolo Morganwg pour la lignée galloise. Ce dernier a élaboré la doctrine et créé les rites des Gorsedd(au). À ses écrits parus en 1848 sous le titre Iolo Manuscripts, il faut ajouter ceux de William Ab Ithel, Barddas, parus en 1862. La théologie qui y est développée s'inspire de sources diverses : folkloriques, bouddhistes, chrétiennes. L'ensemble des 'Triades de l'Ile de Bretagne', une de ses bases théologiques, est par exemple toujours controversé et suspecté de christianisation. Cependant, Robert Ambelain les défend ainsi : « Il ne faut voir, dans les quelques points de similitude, que le traditionnel accès à des vérités communes à tous les cultes. Et on trouverait autant de traditions védiques dans le bardisme qu'on en pourrait estimer issues du christianisme ».
Ce néodrudisme naissant XVIIIe siècle s'appuie sur un corpus de textes qui vont participer à former les doctrines néo-druidiques. C'est, en particulier le cas de ceux écrits par Iolo Morganwg. Ce poète et antiquaire publie alors ce qu'il prétendait être des sources et des traditions littéraires galloises anciennes qui remontaient soi-disant aux druides préhistoriques. Une autre forgerie du XVIIIe siècle sont les Fragments of Ancient Poetry, publiés par James Macpherson entre 1760 et 1763. Ces poèmes connaissent alors une grande popularité ; ils ont été lus par de nombreuses personnalités de l'époque, dont Voltaire, Napoléon et Thomas Jefferson, et la qualité de la poésie a inspiré des comparaisons contemporaines avec Homère . Bien qu'attribuées à l'ancien poète semi-légendaire Ossian, ces œuvres ont été composées par un Macpherson mélancolique cherchant à recréer les traditions orales de l'Écosse.
Pour Iolo Morganwg et la Gorsedd de Galles, qui étaient des défenseurs de la langue et de la nationalité galloises, il s'agissait toutefois de relier la langue et la culture galloises de son temps à la société brittonique antique et médiévale dont elles étaient issues. Iolo n'était pas franc-maçon (organisation représentative des milieux anglais dominants auxquels se heurtaient certains non-conformistes gallois pour des raisons sociales et nationales) et son entreprise fut d'empêcher le druidism anglais d'annexer le bardisme gallois, notamment en promouvant les Eisteddfodau ou manifestations culturelles en langue celtique. Son œuvre mettait avant tout l'accent sur le bardisme. En Bretagne, le néodruidisme naît avec cette dimension culturelle. En 1839, Hersart de la Villemarqué publie le Barzaz Breiz, recueil de chants populaires avant de fonder une fraternité de bardes en 1855.

### Chronologie
- Le 21 septembre 1717, The Druid Universal Bond plus connu sous le nom de Druid Order (DO), est créé sous l’impulsion de John Toland (1669-1722).
- Le 28 novembre 1781, Henry Hurle fonde à Londres un Ordre fraternel et initiatique (mais ayant aussi une fonction de société de secours mutuel pour ses membres), l'Ancient Order of Druids (AOD). Une scission de celui-ci en 1833, va donner naissance à l'United Ancient Order of Druids (UAOD) qui va mettre en avant le statut de société d'assurance mutuelle et rendre marginaux les aspects rituels néodruidiques. En 1858, l'UAOD connaît à son tour une importante scission qui voit l'émergence de l'Order of Druids (OD) qui désire accentuer le statut de société mutuelle d'entraide de ses groupes et va peu à peu se détacher du modèle d'ordre initiatique[12]. En 2021, seule la lignée la plus ancienne, l'Ancient Order of Druids (AOD), existe encore au Royaume-Uni.
- Le 21 juin 1792, Iolo Morganwg réunit à Londres (Primrose Hill) la première Gorsedd Beirdd Ynis Prydain (Collège des Bardes de l'Île de Bretagne).
- En 1838, un groupe de jeunes bretons, parmi lesquels Auguste Brizeux, Auguste du Marhallac'h, Théodore Hersart de la Villemarqué, se rend à Abergavenny au Pays de Galles où se tient l'Eisteddfod et où ils sont accueillis et reconnus comme bardes par la Gorsedd galloise. Alphonse de Lamartine, bien qu'invité, ne put venir et envoya un poème[13]. De retour en Bretagne, La Villemarqué fonde une petite confrérie, la Kenvreuriez Breiz, comprenant un nombre limité d'écrivains bretons auquel il confère des titres « bardiques » en breton assez solennels, lui-même se baptisant Arc'hkelenner (Grand instructeur). Aucune activité publique n'a lieu et aucun texte philosophique ou spirituel n'est publié.
- En 1899, une délégation bretonne, invitée dans le cadre de l'Eisteddfod de Cardiff, décide à son tour de fonder la Gorsedd de Bretagne en se plaçant sous le patronage de l'archidruide de Galles dont ils reçoivent l'agrément. Les futurs dirigeants (Jean Le Fustec, François Jaffrennou (Taldir), Léon Le Berre) seront reçus par la Gorsedd insulaire en 1902, lors d'un voyage en Galles.
- En 1928, est créée à Boscawen Un en Cornouailles britannique, sous le patronage de l'archidruide de Galles, la Gorsedh Kernow avec Henry Jenner et Morton Nance.

## La question de la filiation historique

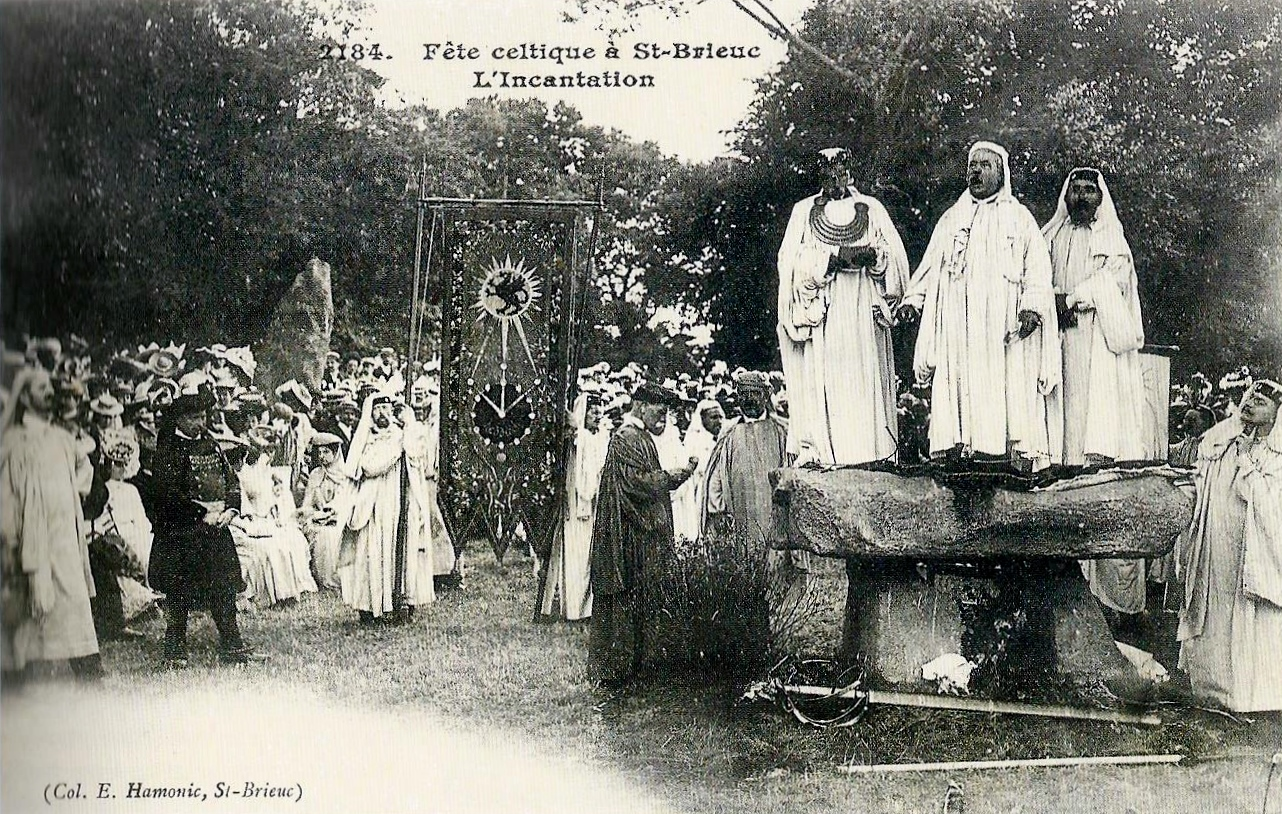
Fête celtique à Saint-Brieuc vers 1930 (carte postale Émile Hamonic).

Selon certains partisans du néodruidisme, par exemple Gwenc'hlan Le Scouëzec, cinquième Grand druide de Bretagne, une continuité historique avec les anciens druides aurait existé. Pour appuyer cette filiation fantasmée, certains druides nient l'invasion romaine de la Grande Bretagne et évoquent une survivance du druidisme depuis lors. D'autres évoquent une redécouverte des connaissance druidiques par médiumnité.  D'autres, au contraire, tel Per Vari Kerloc'h (Grand druide Morgan), successeur de Gwenc'hlan le Scouëzec, se placent simplement sur le plan du symbolisme et non celui de l'Histoire antique. Plus récemment, certains groupes néodruidiques ont tenté de recréer des pratiques plus proches de la réalité historique du druidisme, bien qu'il y ait controverse sur la ressemblance effective que ces mouvements peuvent avoir avec le druidisme historique,
La plupart des spécialistes du domaine celtique récusent ainsi une quelconque filiation entre le mouvement néodruidique et la civilisation celtique antique,. Dans leur ouvrage La civilisation celtique, Christian-Joseph Guyonvarc'h, philologue spécialiste de l'irlandais ancien, et Françoise Le Roux, diplômée en théologie, écrivent : « Il n'existe pas, en tout cas, pas plus au Pays de Galles et en Bretagne armoricaine, ou, a fortiori en Gaule […] d'organisation ou de groupe, ouvert ou fermé, qui dispose d'une filiation traditionnelle remontant aux druides de l'Antiquité. » Le druidisme, fondement d'une société celtique indépendante, ne pouvait survivre à la conception étatique imposée par la romanisation et il eut également à subir la condamnation de la nouvelle religion chrétienne. Cela n'empêche pas les nombreuses survivances des religions antéchrétiennes en Europe. Le mot druide n'a pas survécu sur le continent, où il a été réintroduit par des érudits, mais bard- est vivant en celtique insulaire et en breton,.
Tout ce que l'on sait actuellement sur les druides de l'âge du fer provient de preuves archéologiques et de sources textuelles gréco-romaines, plutôt que de documents produits par ces druides eux-mêmes.  En raison de la rareté des connaissances sur les druides de l'âge du fer, leur système de croyances ne peut être reconstitué avec précision.  Certains druides intègrent tout ce que l'on sait sur les druides de l'âge du fer dans leurs pratiques. Cependant, comme le souligne Jenny Butler, spécialiste irlandaise du paganisme contemporain, les réalités historiques de la religion de l'âge du fer sont souvent négligées par les druides au profit d'une « version hautement romancée ». 

## Rites et croyances

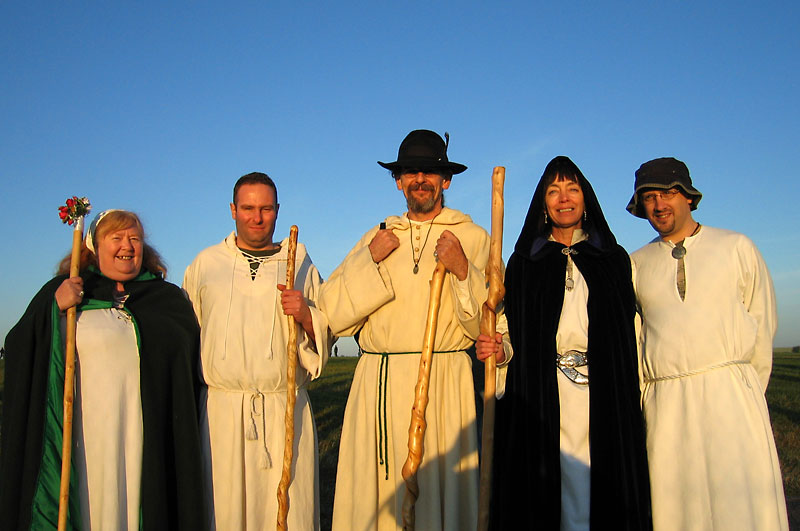
Un groupe de néodruides en habits cérémoniels.

### Croyances
Le mouvement druidique est très varié et il n'y a pas de dogme ou de système de croyances auxquels tous les groupes souscrivent. La plupart des druides s'identifient à plus d'une catégorie théologique : 64 % des druides s'identifient comme animistes ; 49 % des druides s'identifient comme polythéistes doux , 37 % des druides s'identifient comme panthéistes , 15 % des druides s'identifient comme polythéistes durs, 7 % des druides s'identifient comme monothéistes ; 7 % sont agnostiques ; et 2 % s'identifient comme athées.  Le néo-druidisme breton a évolué avec le temps : "Son histoire peut se découper en plusieurs temps : un druidisme assimilé à une forme de francmaçonnerie celtique et panthéiste, un bardisme teinté de références spirituelles diverses (du catholicisme à la kabbale en passant par la théosophie), puis un druidisme naturaliste par une approche holistique du panthéisme dans le contexte culturel breton. Le druidisme est devenu à la fois plus religieux, néo-païen et plus personnel au cours du XXe siècle." Aujourd'hui, le néo-druidisme est une forme de néo-chamanisme.
Néanmoins, un certain nombre de traits sont communs à la majorité d'entre eux. La croyance principale est que la Terre et la Nature sont sacrées et sont dignes d'être vénérées en tant que telles. Pour cette raison la plupart des druides sont panthéistes. Le respect des ancêtres et en particulier des ancêtres païens est une autre croyance qui se retrouve souvent à la base de ces mouvements. 
Une autre encore, commune à la plupart d'entre eux, est la croyance en l'immortalité de l'âme et en l'évolution des êtres par la métempsycose (réincarnation). Si la croyance en Dieu figurait dans les règlements intérieurs de la Gorsedd de Bretagne avant la guerre de 1939-1945, celle-ci ainsi que d'autres conceptions philosophiques sont maintenant laissées à l'appréciation individuelle de chaque membre; les athées et les agnostiques sont admis.

### Rituels
Les druides contemporains pratiquent leurs rituels en cercle, le plus souvent autour d'une fontaine, ou pour certains d'un autel. Ils se retrouvent parfois autour des cercles de pierres et mégalithes, ceux-ci étant associés aux anciens druides bien que l'origine de ces mégalithes soit antérieure aux Celtes de plusieurs millénaires. C'est notamment le cas de Stonehenge en Angleterre (site sacré cependant pour les anciens Celtes, le "temple d'Apollon" de Diodore de Sicile, utilisé et remanié jusqu'à son abandon vers 500 après J.-C). Un rituel druidique s'y est déroulé au solstice d'été. Certains portent des habits cérémoniels destinés à imiter ceux que les anciens druides portaient. De nombreux druides se servent également de bâtons rituels. 
Le néodruidisme a du réinventer des rituels. Ainsi, siles textes anciens romain décrivent des sacrifices (animal ou humain) menés par des druides dans une construction littéraire créant l'image de druides "barbares sacrificateurs assoiffés de sang", il ne reste pas moins qu'il s'agit des seules références connues à ces rituels antiques. L'idée de sacrifice garde une vivacité dans le druidisme. Il se fait néanmoins maintenant de manière non violente : sacrifice de fruits, boissons....

## Diffusion
En 2020, le druidisme moderne est répandu dans 34 pays, sur 6 continents. L'importance que les druides modernes attribuent à la langue et à la culture celtiques, vers 2020, varie en fonction des environnements physiques et culturels dans lesquels vivait le druide individuel.  En 2020, environ 92 % des druides du monde vivaient en dehors des îles britanniques. 
Le 2 octobre 2010 le druidisme a officiellement accédé au statut de religion au Royaume-Uni et compterait quelque 10 000 pratiquants en Grande-Bretagne,. Ce statut est avant tout utile en matière fiscale pour recueillir des dons.

## Mouvements sectaires
La mouvance druidique contemporaine est citée dans le rapport d'enquête parlementaire de l'Assemblée nationale sur les sectes du  22 décembre 1995, et dans l'enquête parlementaire pour la Chambre des représentants de Belgique du 28 avril 1997, où l'on mentionne L'ordre vert druidique et la fraternité du soleil celtique.

### Témoignage
- Régis Blanchet, Entretiens avec un druide nommé Gwenc'hlan, Éditions du Prieuré, 1993 ;

### Roman initiatique
- Pascal Lamour (ill. Brucero), Druiz : La prophétie perdue, Glénat BD, 2014, 96 p. (ISBN 978-2-331-01454-3 et 2-331-01454-X, lire en ligne)